# В полях под снегом и дождём
«В поля́х под сне́гом и дождём» (англ. O, wert thou in the cauld blast) — одно из последних стихотворений поэта Роберта Бёрнса, написанное в 1796 году. На русский язык переведено Самуилом Маршаком. Произведение привлекло внимание нескольких композиторов, переложивших его на музыку.

## История создания

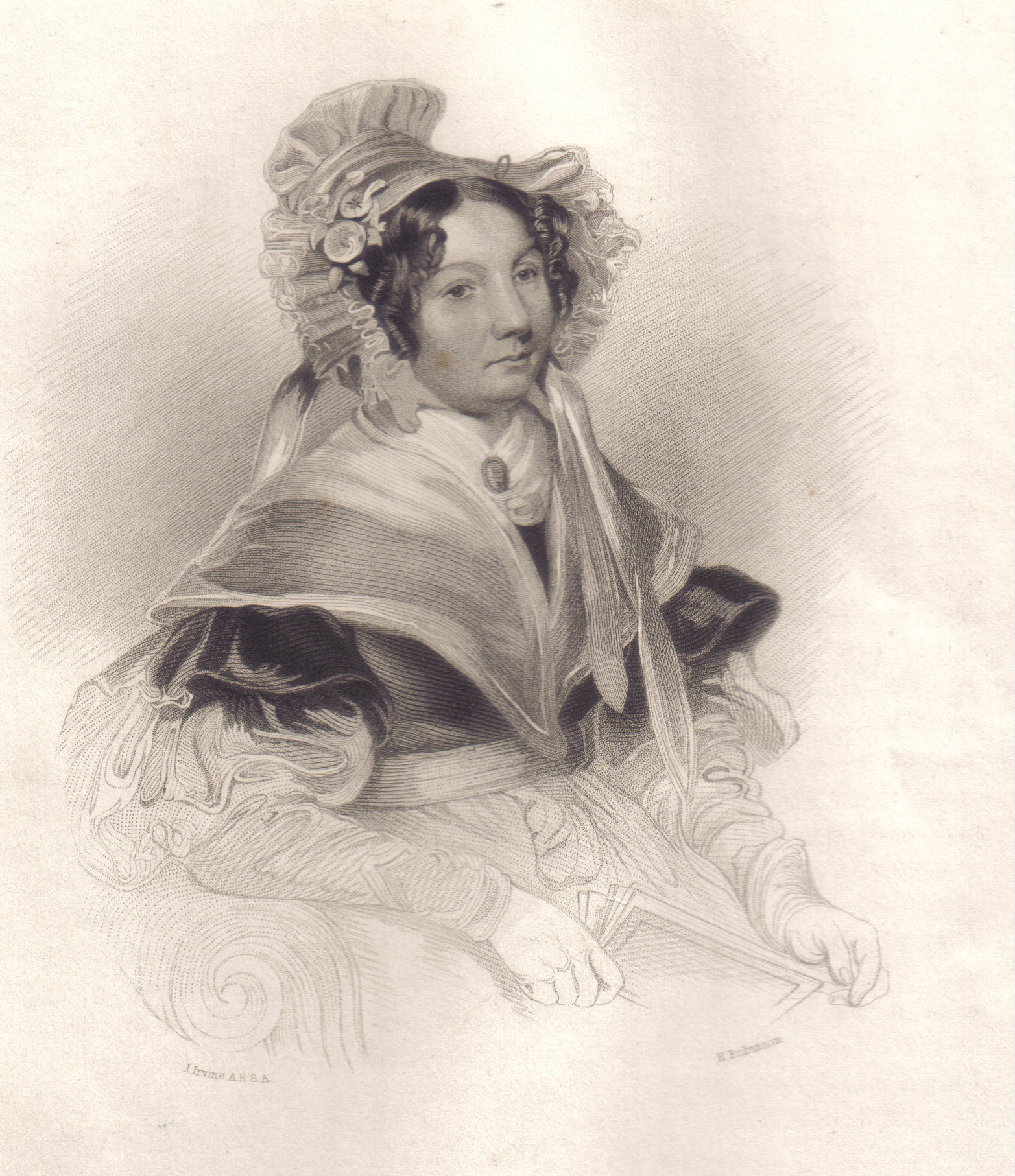
Джесси Льюарс (1840)

Созданию стихотворения предшествовала долгая болезнь Бёрнса. Простуда, подхваченная осенью 1795 года, усугубилась приступом ревмокардита. Поэт, почти всю зиму не встававший с постели, порой терял сознание; за Робертом ухаживали жена Джин Армор и восемнадцатилетняя Джесси Льюарс — младшая сестра его товарища Джона. Девушка нянчилась с детьми Бёрнсов, включалась в любую работу по хозяйству и относилась к главе семьи с восхищением. Поэт называл её «единственным ангелом, ещё оставшимся на земле».
Ранней весной Бёрнс, не оправившийся от болезни и пребывавший в меланхоличном настроении, зашёл в гости к Джону Льюарсу. Джесси, сидя за клавикордом, напевала песни. Роберт попросил, чтобы она сыграла ему свою любимую мелодию. Прослушав её несколько раз, Бёрнс вернулся домой и за один вечер сочинил стихи: «O, wert thou in the cauld blast, On yonder lea, on yonder lea»:
Стихи складывались из грустной мелодии, из сырого ветра за окном, из преданных девичьих глаз и неизбывного, неугасимого желания защитить, закрыть своей грудью от бурь и бед всё слабое, беспомощное, юное...
Джесси вместе с Джин была рядом с Бёрнсом до его последних минут. В июле того же 1796 года именно она ввела в спальню умирающего Роберта его сыновей, чтобы те простились с отцом. По словам писательницы и переводчицы Риты Райт-Ковалёвой, среди местных жителей существовала легенда о том, что могила Джесси Льюарс (в замужестве — Томпсон), которую в 1855 году похоронили неподалёку от памятника поэту, при дожде не намокала: «Мраморный Бёрнс укрывал от непогоды своего верного друга, как когда-то хотел укрыть живой».

## Перевод Маршака
В полях, под снегом и дождём,

Мой милый друг, мой бедный друг,

Тебя укрыл бы я плащом

От зимних вьюг, от зимних вьюг.

И если б дали мне в удел

Весь шар земной, весь шар земной,

С каким бы счастьем я владел

Тобой одной, тобой одной.
Сборник «Английские баллады и песни» в переводе Маршака вышел в свет в 1941 году (издательство «Советский писатель»). Корней Чуковский, находившийся в годы войны в Ташкенте, в письме Самуилу Яковлевичу сообщил, что книгу ему дала Анна Ахматова. После признания о том, что Маршак является «мастером не только стального стиха, но и „влажного“ (по терминологии Блока)», Корней Иванович отдельно выделил несколько стихотворений:
Неожиданными явились для меня «Джемми», «В полях под снегом», «Цыганка» и др. В них столько подлинной страсти и лирики — такие черты, которые только просвечивали в Ваших детских стихах.
Редактором сборника баллад и стихов был поэт Александр Твардовский. Позже, рассказывая в своих заметках о Бёрнсе и Маршаке, Александр Трифонович отметил, что успех изданной книги был связан не только с мастерством переводчика, но и с точным выбором лучших стихотворений поэта, в число которых входят «нежные, чистые и щемяще-трогательные песни любви, как „В полях под снегом и дождём…“ или „Ты меня оставил, Джеми“».
O, wert thou in the cauld blast

On yonder lea, on yonder lea,

My plaidie to the angry airt,

I’d shelter thee, I’d shelter thee,

Or did Misfortune’s bitter storms

Around thee blaw, around thee blaw,

Thy bield should be my bosom,

To share it a', to share it a'.

## Музыкальные переложения
Дмитрий Шостакович стал одним из первых композиторов, обратившихся к стихотворению «В полях под снегом и дождём» в переводе Маршака. В 1943 году, приехав из эвакуации в столицу, Дмитрий Дмитриевич встретился с Самуилом Яковлевичем и приступил к созданию цикла музыкальных произведений на стихи Бёрнса. Он работал над ними в гостинице «Москва» и писал на одном дыхании:
«В полях, под снегом и дождём...» — нежное обращение к любимой, трогательно-смиренное, без неистовой страсти. Песня верности. Акварель. Все течёт спокойно, тонально устойчиво: темп Moderate, тональность — дорийский ре минор. Редкий в творчестве Шостаковича пример чистой лирики, светлого любовного чувства, свободного от бурь.
Композитор Тихон Хренников после знакомства с балладами и стихами написал романс «В полях под снегом и дождём». Как отметил музыковед И. Мартынов, его трактовка отличается «спокойной раздумчивостью и печалью». В 1944 году свою музыкальную версию стихотворения предложил и композитор Георгий Свиридов, сочинивший произведение для голоса и фортепиано.
Мы с Веллером признаёмся, что главная любовь с нашими девушками происходила на фоне песни «В полях под снегом и дождём»...
В первой половине 1970-х годов вышла в свет вокальная сюита Александра Градского «Размышления шута», в которую была включена написанная в стиле барокко-рок песня «В полях под снегом и дождём», ставшая, по мнению специалистов, «самой знаменитой композицией Градского из бёрнсовского цикла».  Отвечая на вопрос корреспондента «Новой газеты» Дмитрия Быкова о том, как создавалась песня, композитор сообщил, что её появление оказалось случайным: в студии, где шла запись другого произведения на стихи Бёрнса, Александр Борисович наугад открыл сборник переводов Маршака, прочитал стихотворение и тут же придумал к нему мелодию.